# The Goldfish Problem
«The Goldfish Problem» (с англ. — «Проблема золотой рыбки») — первый эпизод американского телесериала «Лунный рыцарь» (2022), основанного на одноимённом персонаже компании Marvel Comics. В эпизоде Стивен Грант, страдающий диссоциативным расстройством идентичности, осознаёт, что делит тело со второй личностью наёмника и впервые сталкивается с лидером культа богини Амат — Артуром Хэрроу. Сценарий к эпизоду написал Джереми Слейтер, режиссёром выступил Мохамед Диаб.
Оскар Айзек исполняет роль Стивена Гранта / Марка Спектра / Лунного рыцаря, главные роли также исполняют Мэй Каламави (голос), Итан Хоук, Люси Теккерей, Карим Эль-Хаким (воплощение Хонсу), Мюррей Абрахам (голос Хонсу) и Саффрон Хокинг. В ноябре 2021 года Джереми Слейтер был нанят в качестве главного сценариста и исполнительного продюсера для сериала. В октябре 2020 года в качестве режиссёра четырёх эпизодов и исполнительного продюсера был нанят Мохамед Диаб.
Эпизод «Проблема золотой рыбки» был выпущен на стриминговом сервисе Disney+ 30 марта 2022 года.

## Сюжет
Религиозный фанатик и лидер культа богини Амат — Артур Хэрроу, пьёт воду из стакана, а затем разбивает его своим посохом и помещает осколки в свои лапти.
Стивен Грант — работник исторического музея, продающий сувенирные фигурки и страдающий диссоциативным расстройством идентичности и бессонницей, в результате чего он каждую ночь приковывает свою ногу к столбу около кровати, и обсыпает кровать по кругу белым песком. Стивен также имеет золотую рыбку по имени Гас и всегда пытается получить бодрость по программе «Остаёмся бодрыми» с помощью пазлов, книг и кубика Рубика. В музее Стивен знакомится с девушкой, и та приглашает его на ужин в ресторан. Однако после очередной процедуры получения бодрости Стивен приходит в себя в Альпах и убегает от неожиданных преследователей. Попав в город, Стивен наблюдает, как религиозный фанатик Артур Хэрроу собирает толпу в центре города и судит двоих жителей, один из которых выживает благодаря хорошим поступкам, а другая умирает после суда. Хэрроу замечает в толпе Стивена и требует выдать ему скарабея, который по незнанию был у Гранта. Вторая личность не позволяет Стивену отдать скарабея, и Стивен убегает. В процессе сражений Грант несколько раз теряет сознание, а приходит в себя уже рядом с убитыми противниками. Он сбегает на фургоне с мороженым, и в процессе погони фургон сталкивается с грузовиком с брёвнами, которые в дальнейшем сбивают нападавших, а Стивена спасает бог Луны — Хонсу.
Грант просыпается в своём доме и замечает, что у его золотой рыбки Гаса вырос ещё один плавник. После посещения зоомагазина и звонка подруге, которая назначила ему ужин, Стивен узнаёт, что он выпал из жизни на два дня. Вернувшись домой, Грант находит в своей квартире спрятанный телефон и ключ-карту. Открыв телефон, Грант находит в истории вызовов более пятидесяти пропущенных звонков от имени «Лейла» и одно от имени «Дюшан». Ему звонит Лейла и называет его Марком, что ещё больше сбивает Стивена с толку. Внезапно в голове Стивена возникают голоса, заставляющие его бежать из квартиры, и, попав в лифт, Стивен сталкивается лицом к лицу с Хонсу, после чего теряет сознание и приходит в себя уже в автобусе по пути в музей.
Прибыв в музей, Стивен просит охранника Джей Би защитить его от преследования, однако получает отказ. Внезапно к Стивену приходит Хэрроу и рассказывает ему историю богини Амат и понимает, что в Гранте находится ещё одна личность. Попытавшись судить Стивена, его весы-тату на руке не могут определиться, куда склониться, что вызывает недоумение у Хэрроу. Позже той же ночью Хэрроу, пытаясь заставить Стивена отдать скарабея, призывает монстра-шакала, который нападает на Гранта в музее. Когда монстр загоняет Стива в угол, Марк Спектор в отражении зеркала просит Гранта дать ему контроль над телом без сопротивления, поскольку иначе они оба погибнут. Грант неохотно соглашается. Спектор берёт контроль над телом, превращается в Лунного рыцаря и убивает монстра.

## Производство

### Разработка
В августе 2019 года Marvel Studios объявила о разработке сериала о Лунном Рыцаре для стримингового сервиса Disney+. В ноябре того же года Джереми Слейтер был нанят в качестве главного сценариста сериала, а египетский режиссёр Мохамед Диаб в октябре 2020 года был назначен режиссёром четырёх эпизодов, включая первый. Слейтер и Диаб выступили исполнительными продюсерами вместе с Кевином Файги, Луисом Д’Эспозито, Викторией Алонсо, Брэдом Уиндербаумом и Грантом Кёртисом, главную роль исполнил Оскар Айзек:2.

### Сценарий
Первый эпизод сериала получил наименование «The Goldfish Problem» (с англ. — «Проблема золотой рыбки») и был написан Джереми Слейтером. Режиссёр эпизода Мохамед Диаб заявил, что именно он предложил включить в эпизод сцену «чёрной комедии», в которой Стивен Грант заказывает стейк, несмотря на то, что является вегетарианцем, чтобы показать, что диссоциативное расстройство идентичности «разрушило его жизнь, даже романтическую жизнь», и чтобы зрители прониклись к Гранту.

### Подбор актёров
Главные роли в эпизоде сыграли Оскар Айзек в роли Марка Спектора / Лунного рыцаря и Стивена Гранта, Мэй Каламави в роли Лейлы Аль-Фаули, Карим Эль-Хаким исполнил роль бога Хонсу на съёмочной площадке, а Ф. Мюррей Абрахам озвучил персонажа в сериале. Итан Хоук исполнил роль Артура Хэрроу:42:24–42:45. Также в эпизоде приняли участие актёры Люси Теккерей в роли Донны, Саффрон Хокинг в роли Дилана, Шон Скотт в роли Кроули и Александр Кобб в роли Джей Би:43:35.

### Дизайн
Вступительные и финальные титры сериала были разработаны компанией Perception. В конце титров каждого эпизода изображается новая фаза Луны, начинающаяся с полумесяца в данном эпизоде.

### Съёмки и визуальные эффекты
Съёмки проходили на студии Origo Studios в Будапеште:8, режиссёром выступил Диаб, а оператором — Грегори Миддлтон:24–25. Съёмочные площадки располагались в Будапеште и Словении:10–11, а в начале мая 2021 года — в Сентендре (Венгрия). Именно Хоук предложил снять вступительную сцену с Хэрроу, где он кладёт осколки стекла в свои лапти, поскольку хотел, чтобы персонаж был «нарисован на полную страницу», так, как злодеи представлены в комиксах. Отметив, что у Хэрроу есть трость, но нет хромоты, Хоук начал думать о «духовных людях, которые сходят с ума от собственной духовной гордости».
Визуальные эффекты для эпизода были созданы компаниями Union VFX, Framestore, Soho VFX, Zoic Studios, Mammal Studios и Crafty Apes:44:48–44:58.

### Музыка
В эпизоде, кроме основного музыкального сопровождения, также звучат песни «Every Grain of Sand» Боба Дилана, «A Man Without Love» Энгельберта Хампердинка и «Wake Me Up Before You Go-Go» дуэта Wham!.

## Маркетинг
В преддверии выхода эпизода Marvel выпустила постер с изображением золотой рыбки в блендере. Комментаторы отметили отсутствие контекста, но посчитали, что рыбка достаточно важна для сюжета эпизода или серии, чтобы её можно было изобразить на постере. В эпизоде также показан QR-код, который позволяет зрителям получить доступ к бесплатной цифровой копии дебютного комикса о Лунном Рыцаре, Werewolf by Night #32. После выхода эпизода Marvel анонсировала товары, вдохновлённые этим эпизодом, в рамках еженедельной акции «Marvel Must Haves» для каждого эпизода сериала, включая фигурки Лунного рыцаря Funko Pops, Marvel Legends, Hot Toys, а также фигурки, постеры, аксессуары и одежду от Marvel Select.

## Премьера
Эпизод «Проблема золотой рыбки» был выпущен на стриминговом сервисе Disney+ 30 марта 2022 года. Данный эпизод, а также остальные эпизоды сериала были выпущены на Ultra HD Blu-ray и Blu-ray 30 апреля 2024 года.

## Реакция

Первоначальный постер эпизода, выпущенный в день премьеры

На сайте-агрегаторе рецензий Rotten Tomatoes эпизод получил рейтинг одобрения 92 % со средней оценкой 8 баллов из 10 на основе 24 отзывов. Критики сошлись в том, что «„Проблема золотой рыбки“ поднимает больше вопросов, чем даёт ответов о личности нового героя, но разносторонняя игра Оскара Айзека твёрдо отвечает на вопрос, почему зрители должны остаться и смотреть дальше». Мэтт Фаулер из IGN дал премьере 7 баллов из 10 и посчитал, что «Артур Хэрроу привлекателен в исполнении Итана Хоука». Мануэль Бетанкур из The A.V. Club поставил эпизоду оценку «B+» и написал, что песня из конца серии застряла у него в голове. Джек Шепард из GamesRadar оценил премьерный эпизод на 4 звезды из 5 и отметил, что «„Лунный рыцарь“ начинается со сцены, которую на удивление тяжело смотреть». Кшитий Рават из Indian Express Limited в обзоре, посвящённом первому эпизоду, назвал сериал лучшим в медиафраншизе «Кинематографическая вселенная Marvel» (КВМ).
Кирстен Говард из Den of Geek оценила премьеру в 3 звезды из 5 и заявила, что ей было приятно увидеть сериал КВМ без пасхальных яиц или отсылок к киновселенной и назвала версию Гранта в КВМ по сравнению с версией из комиксов «довольно раздражающей», а также отметила, что ей было интересно посмотреть на личность Гранта в контрасте с личностью Марка Спектора. Мэгги Боччелла из Collider поставила первому эпизоду оценку «B+» и заявила, что из первого эпизода нельзя сделать никаких выводов относительно того, в каком направлении будет развиваться сериал, но «[создатели] ставят перед собой задачу превзойти остальные проекты Marvel на Disney+ … что стало возможным благодаря недавно введённым на стриминге рейтингам TV-MA».
Некоторые пользователи IMDb и Rotten Tomatoes намеренно проставили эпизоду низкую оценку из-за упоминания в нём геноцида армян, написав при этом, что «такого события не было» и что «сериал служит пропаганде». Большинство зрителей, однако, оставили положительный отзыв.

### Награды
За работу над эпизодом Слейтер был номинирован на 2-ю телевизионную премию Ассоциации голливудских критиков в категории «Лучший сценарий в потоковом ограниченном сериале или антологии»